# Frontière entre l'Azerbaïdjan et la Russie
La frontière entre l'Azerbaïdjan et la Russie est la frontière de 284 kilomètres séparant l'Azerbaïdjan et la Russie.
Le tracé de la frontière est fixé dans l'accord signé à Bakou le 3 octobre 2010. Il est entré en vigueur conformément à l'article 7 à la date de l'échange des instruments de ratification le 18 juillet 2011.